# Calligra Flow
Calligra Flow, previamente denomiado Kivio, é um editor de diagramas disponível no Calligra, uma suíte de escritório do ambiente gráfico KDE, criada a partir da bifurcação do KOffice.

## Descrição
Flow é um programa de criação de fluxogramas e de diagramação da suíte Calligra e possui uma interface similar à do Microsoft Visio. É completamente integrado no restante da Caligra e pode, por exemplo, ser embutido no Calligra Words.
Principais recursos:
- Estêncils programáveis usando a linguagem Python.
- Suporte para estêncils do software Dia.
- Arcabouço de extensões para adicionar mais funcionalidades.

## História
O Kivio foi originalmente desenvolvido pela empresa theKompany, que abriu o código fonte de uma versão apenas para Linux no KOffice sob a  GPL. Uma versão proprietária também compatível com o Mac OS X 10.3 e os Windows 9x e XP também foi lançada sob o nome Kivio mp.. O último lançamento do Kivio mp foi a versão 3.0, em Dezembro de  2004 Essa versão era baseada no Qt 3.
A versão GPL seguiu o esquema de versões do KOffice. A última versão estável era a 1.6.3, lançada em 8 de Junho de 2007. Desde então, o Kivio continuou a ser desenvolvido sem mantenedor e sem versões estáveis.
Após a cisão da comunidade de desenvolvedores do KOffice em 2010, o código do Kivio foi importado no recentemente formado projeto Kalligra e pego por um novo mantenedor quem renomeou a aplicação para Calligra Flow. Uma versão estável foi lançada juntamente com os demais componentes da versão 2.4 da suíte Calligra.